# Kenneth Tholén
Kenneth Tholén, född 25 juni 1969, är en svensk före detta friidrottare (medeldistanslöpare). Han tävlade för Ununge IF. 